# Водна аеробіка
Водна аеробіка, або аквааеробіка, — це форма фізичних вправ, що виконується у воді, зазвичай у басейні. Цей вид аеробіки поєднує переваги кардіо- та силових тренувань із мінімальним навантаженням на суглоби та м’язи, що робить його доступним для людей різного віку та фізичної підготовки.

## Історія
Водна аеробіка набула популярності у 1980-х роках як альтернатива традиційним формам аеробіки. Її популяризація відбулася завдяки розробці програм, орієнтованих на різні вікові групи та рівні фізичної підготовки. Перші програми з аквааеробіки були спрямовані на реабілітацію пацієнтів після травм і операцій, однак згодом вона стала популярною серед широкого загалу.

## Переваги
1. Мінімальне навантаження на суглоби - вода знижує навантаження на суглоби та хребет, що робить водну аеробіку ідеальною для людей із артритом, остеопорозом та іншими захворюваннями опорно-рухового апарату.
2. Покращення серцево-судинної системи - вправи у воді сприяють поліпшенню серцево-судинної системи, зміцненню серця та збільшенню витривалості.
3. Зміцнення м'язів - опір води забезпечує ефективне тренування для всіх основних груп м’язів, що сприяє їх зміцненню та тонусу.
4. Покращення гнучкості - вода допомагає збільшити амплітуду рухів, що покращує гнучкість і координацію.
5. Психологічні переваги - тренування у воді сприяють релаксації, зниженню стресу та покращенню загального самопочуття.[1]

## Види водної аеробіки
- Традиційна водна аеробіка: вправи виконуються у вертикальному положенні у воді, зазвичай на глибині до пояса або грудей. Включає рухи руками і ногами, стрибки та біг на місці.
- Аква-джоггінг: біг у воді з використанням спеціальних поясів для підтримки на плаву. Ефективний для кардіо-тренування та реабілітації після травм.
- Аква-йога: комбінація традиційних поз йоги з використанням води для підтримки та розтяжки. Допомагає покращити гнучкість і рівновагу.
- Аква-зумба: танець-аеробіка у воді, що поєднує елементи латинських танців та фітнесу. Забезпечує веселе та динамічне тренування.

## Обладнання
Для занять водною аеробікою зазвичай використовуються спеціальні аксесуари, такі як:
- Нудлс (плаваючі палички) для підтримки та опору.
- Гантелі для води для зміцнення м'язів рук.
- Плавальні пояси для підтримки на плаву.
- Водні лопатки для збільшення опору та навантаження на м’язи рук.

## Протипоказання
Незважаючи на численні переваги, водна аеробіка може мати деякі протипоказання, такі як:
- Інфекційні захворювання шкіри.
- Тяжкі форми серцево-судинних захворювань.
- Непереносимість хлорованої води.

Перед початком занять рекомендованопроконсультуватися з лікарем, особливо якщо є хронічні захворювання або обмеження у фізичній активності.

## Висновок
Водна аеробіка – це ефективний і безпечний спосіб підтримки фізичної форми, який підходить для людей будь-якого віку і рівня підготовки. Завдяки своїм унікальним властивостям, цей вид фізичних вправ допомагає зміцнити здоров'я, покращити настрій і забезпечити загальне відчуття благополуччя.